# Gérard Andreck
Gérard Andreck (né le 16 juillet 1944 à Pamiers et mort le 1er septembre 2018 à Paris) est un assureur social français.

## Biographie
Il est géologue de formation.
Il entre à l’administration générale de la Mutuelle assurance des commerçants et industriels de France et des cadres et des salariés de l'industrie et du commerce (MACIF) en 1969. Il est alors rédacteur-sinistres. Il devient chef de centre adjoint à Agen en 1977, puis crée et dirige à partir de 1983 celui de Compiègne. En 1997, il en devient le directeur général. 
En 2006, il en devient président. Il conserve ce poste jusqu'en 2014. Il initie un rapprochement entre la MACIF et la Matmut.
Il est ensuite président du Centre des jeunes, des dirigeants, des acteurs de l’économie sociale et solidaire (CJDES) et du Conseil des entreprises, employeurs et groupements de l'économie sociale (CEGES),,.

## Distinctions
- Chevalier de la Légion d'honneur en 2012[7]